# 芝山交通

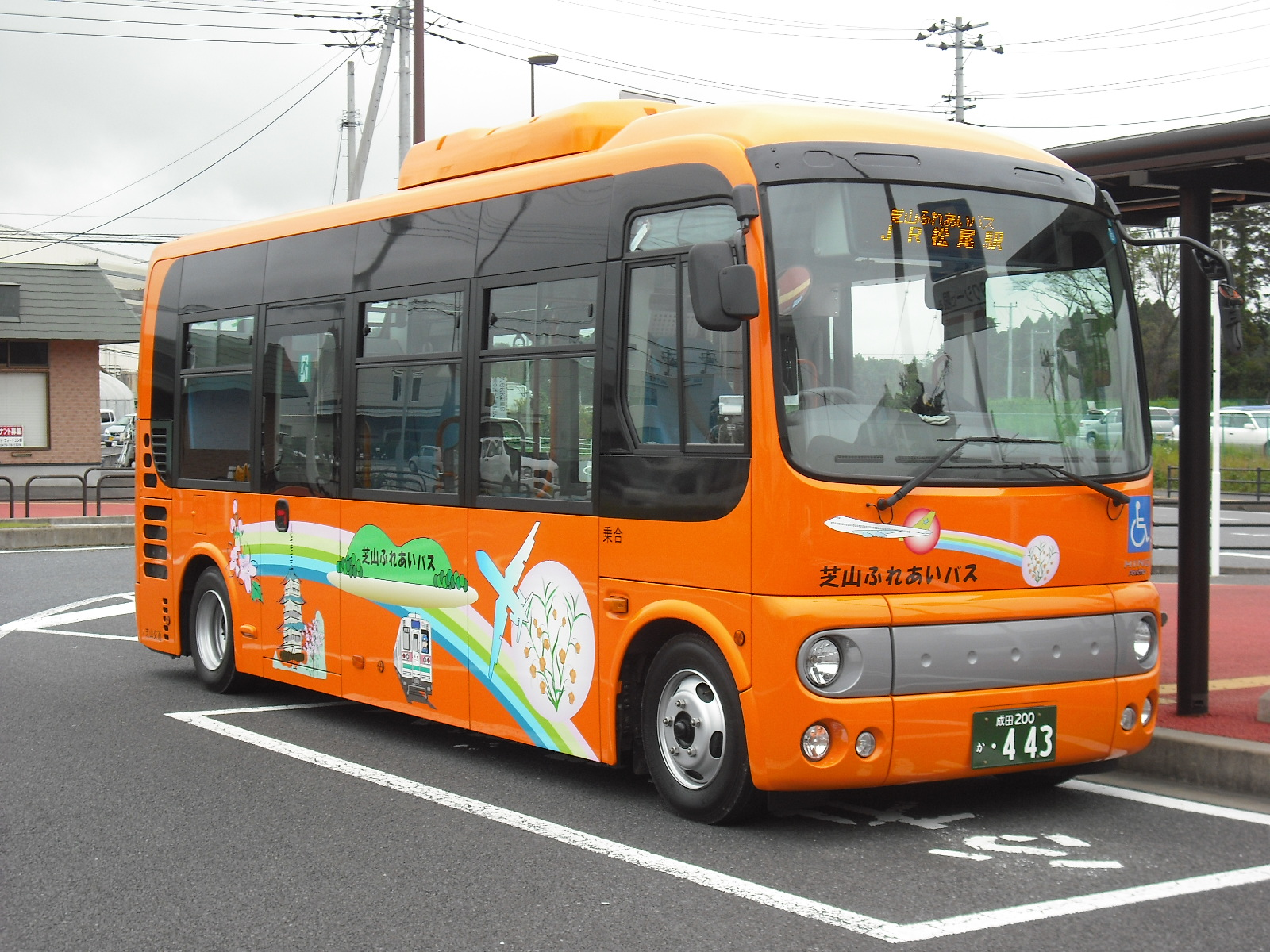
芝山ふれあいバス専用車

芝山交通株式会社（しばやまこうつう）は千葉県山武郡芝山町に本社を持ち、千葉県山武郡を中心とした範囲を営業エリアとするバス会社、タクシー会社である。

## 沿革
- 2005年（平成17年）：乗合バス事業開始。

## バス事業
芝山町コミュニティバス「芝山ふれあいバス」
- 芝山千代田駅 - 芝山町役場 - 松尾駅
  - 2005年（平成17年）6月13日：芝山町からの委託を受けて運行を開始する。

## 主な営業エリア
- 芝山町・山武市